# Chiesa di San Sebastiano (Sutri)
La chiesa di San Sebastiano è una chiesa di Sutri.
La chiesa è di epoca anteriore al XIII secolo e conserva l'originale soffitto in legno, interessante è l'affresco dell'altare maggiore che raffigura la Madonna in trono tra San Sebastiano e San Rocco della seconda metà del XV secolo di autore ignoto. La chiesa è sede della Confraternita del Santissimo Nome di Maria e di San Sebastiano.